# Narrskeppet
Narrskeppet (nederländska: Narrenschip) är en oljemålning av den nederländske konstnären Hieronymus Bosch. Den är målad på 1490-talet och ingår sedan 1918 i samlingarna på Louvren i Paris. 
I Narrskeppet föreställer sig Bosch att mänskligheten, som representeras av dårar, färdas över tidens hav i en liten båt. Han hade uppenbarligen inga högre tankar om människor; de äter, dricker, kurtiserar, fuskar, ägnar sig åt enfaldiga tävlingar och strävar efter ouppnåeliga mål. Under tiden driver skeppet redlöst omkring. Bland dårarna återfinns såväl en munk som en nunna.
Målningen är ej daterad men en dendrologisk analys har visat att trädet som pannån är gjord av fälldes 1491. Möjligen har Bosch också inspirerats av Sebastian Brants satir Narrskeppet från 1494. 
Den har utgjort en övre del av en flygeldörr till ett altarskåp som sågats itu och delats upp i flera olika stycken. Den nedre delen i samma flygeldörr är utställd på Yale University Art Gallery under namnet Allegori över frosseri och lust. Den andra flygeldörren skildrade Döden och den girige som nu ingår i National Gallery of Arts samlingar. Sannolikt var altarskåpet en triptyk, men mittbilden (corpus) är försvunnen. På flygeldörrarnas yttersida, som syntes när altarskåpet var stängt, fanns målningen Livets stråt, idag utställd på Museum Boijmans Van Beuningen i Rotterdam.

## Bildgalleri

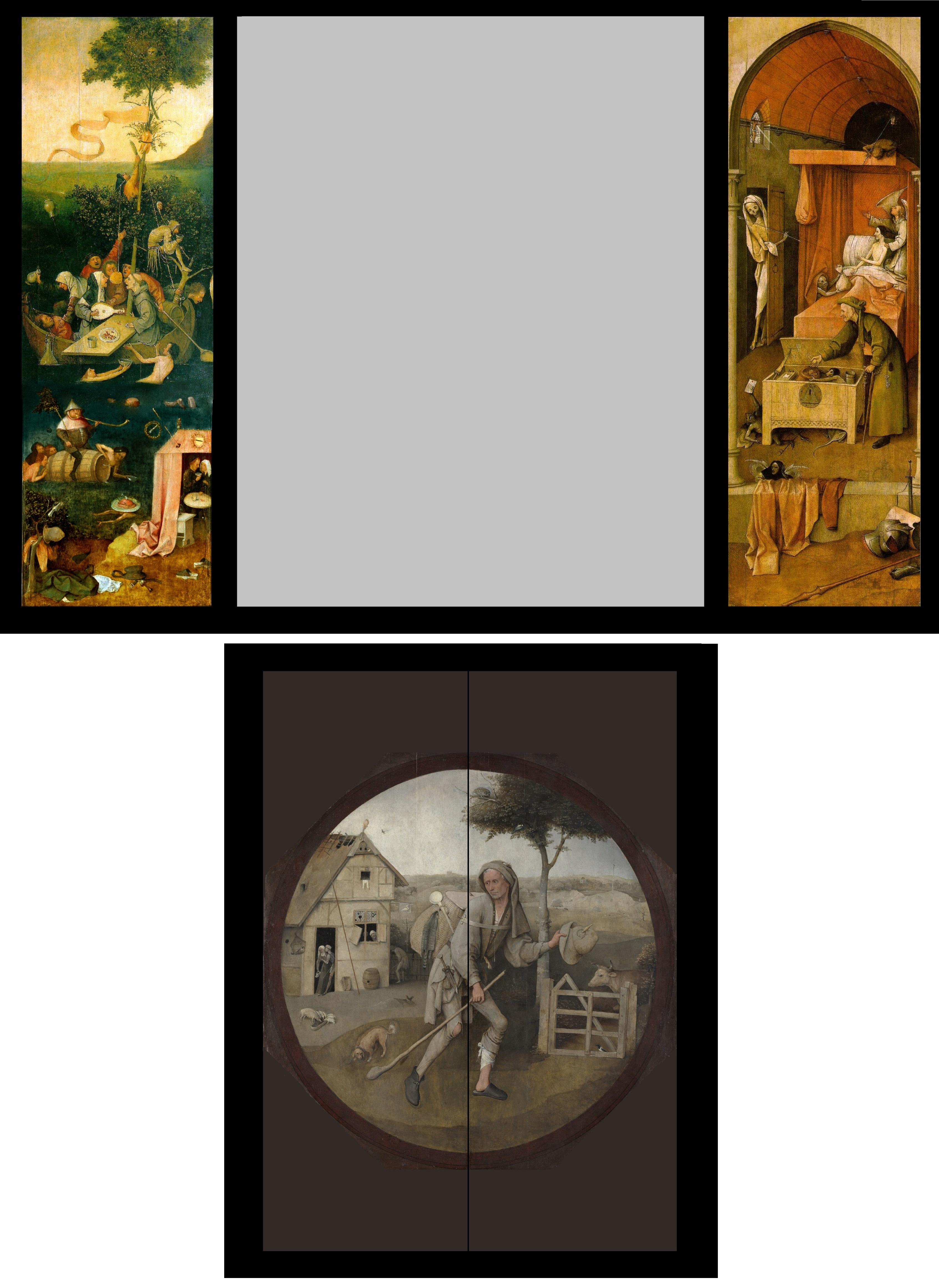
Rekonstruktion av altarskåpet
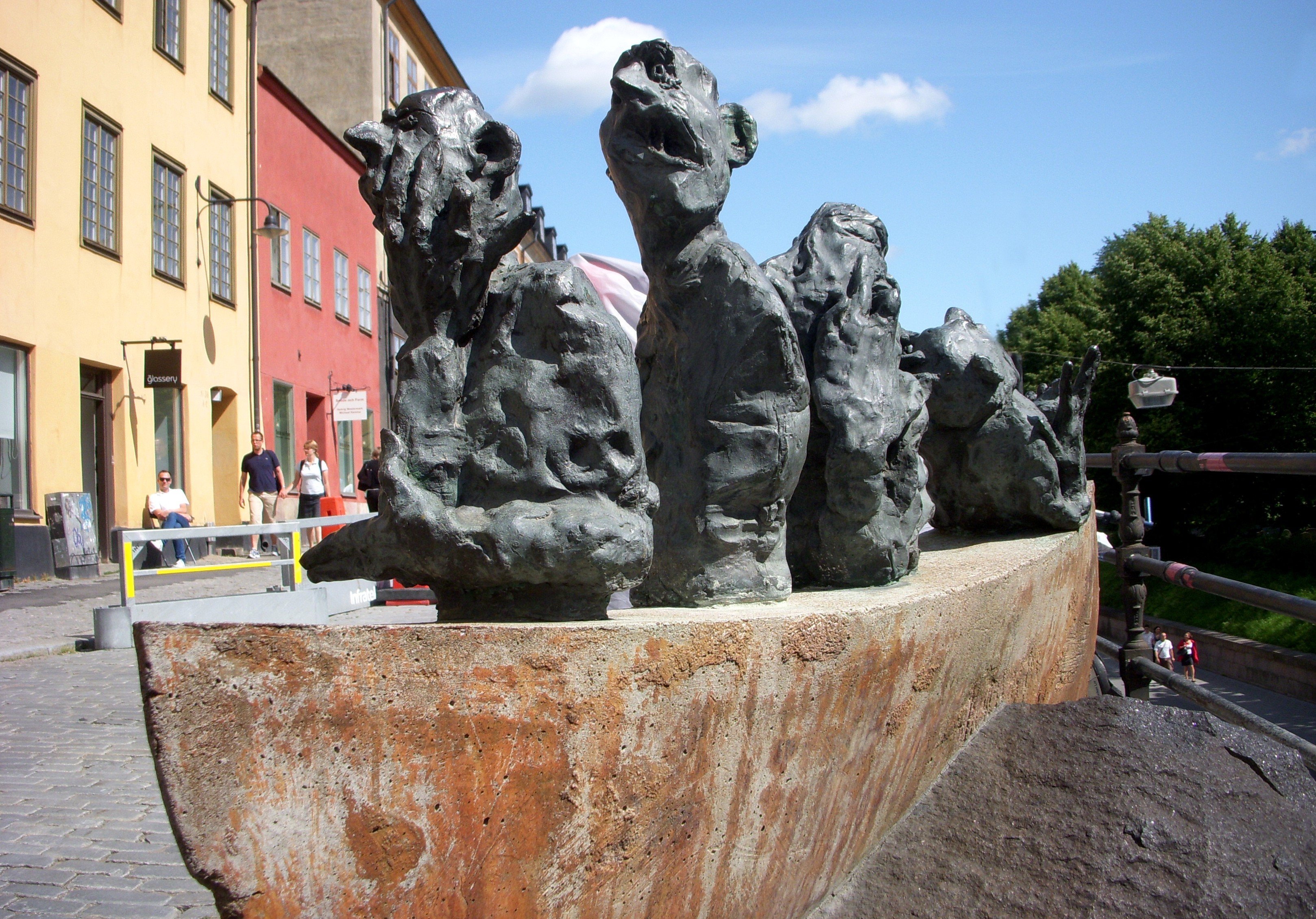
Dårarnas båt är en tredimensionell tolkning av Narrskeppet skapad av skulptören Sture Collin 1990. Skulpturen finns på tre platser: T-banestation Sockenplan i Stockholm, Hornsgatspuckeln (bilden), också i Stockholm samt i Vasaparken i Västerås.